# Crisma

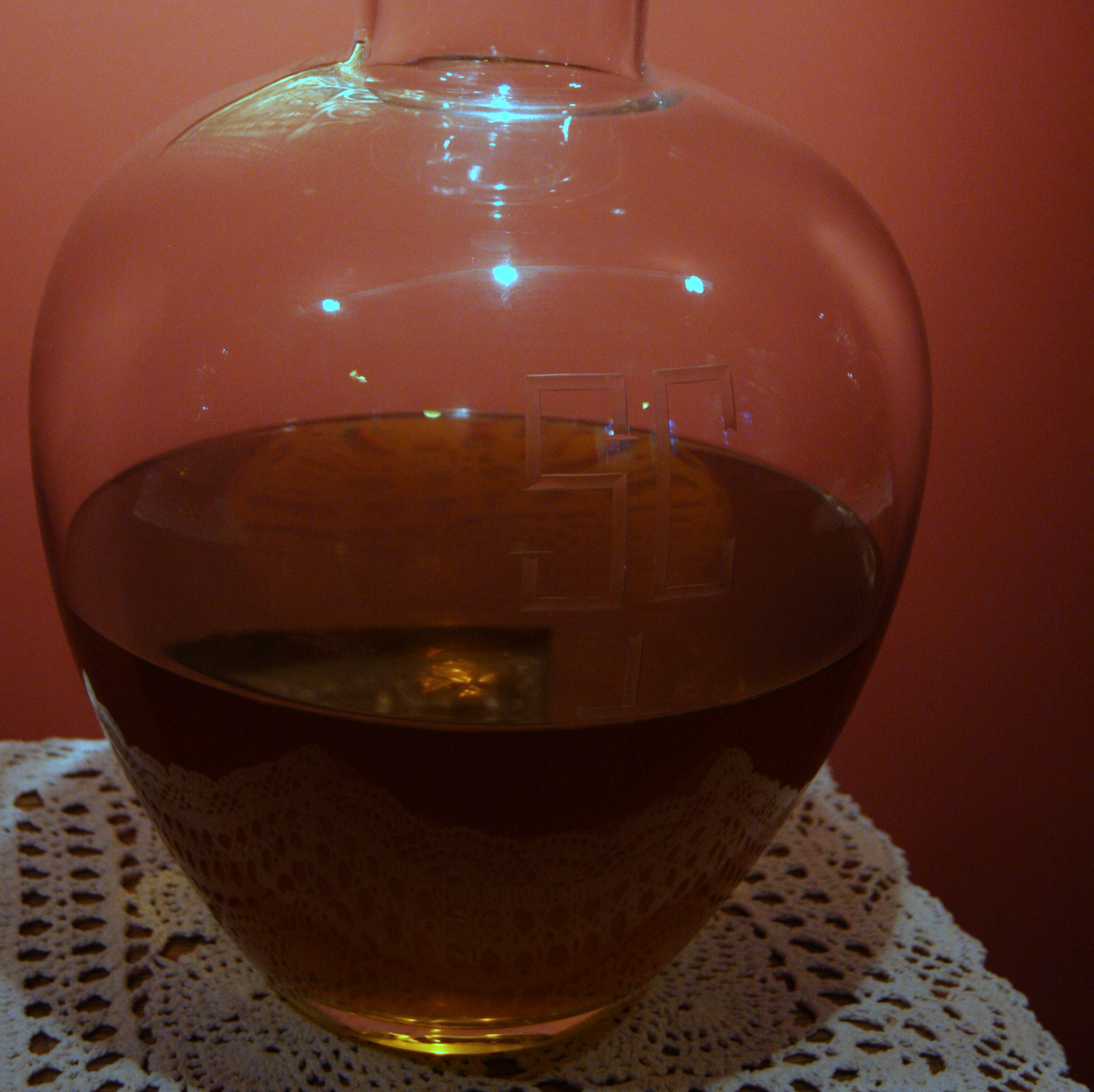
Gerra de vidre que conté crisma. El vidre té gravades les lletres SC referents a sanctum chrisma.

El crisma (Paraula grega que literalment significa "unció"), també anomenada mirra (myron), "oli d'unció sagrada", o "oli consagrat", és un oli consagrat utilitzat en l'Església Catòlica Romana, l'Església Ortodoxa Oriental, la Comunió Anglicana, l'Església Ortodoxa, l'Església Apostòlica Armenia, l'Església Assíria Oriental, i l'Església Luterana Nòrdica, en l'administració d'alguns sagraments i funcions eclesiàstiques.

## Primers cristians

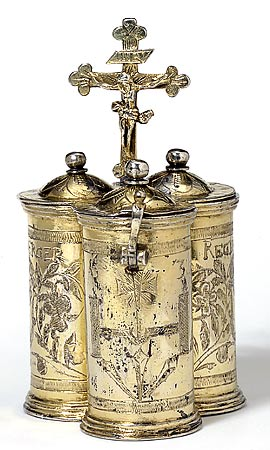
Crismera per l'oli ritual d'Alemanya, 1636 (plata-daurada, Victoria and Albert Museum, Londres).

Alguns documents dels primers cristians com els de Teòfil († 181) i Tertul·lià († 220), recullen el terme "crisma" en descriure diverses cerimònies apostòliques.
La versió més detallada de la pràctica és de Ciril de Jerusalem que detalla que l'ungüent o l'oli era "simbòlicament aplicat al front, i els altres òrgans de sentit" i que les "orelles, narius, i el pit era ungits." Ciril declara que l'"ungüent és el segell dels pactes" del baptisme i de les promeses de Déu al Cristià que és ungit. Ciril va ensenyar que en ser "ungit amb l'oli sagrat de Déu" era el signe d'un cristià, i una representació física del regal de l'Esperit Sant, i reté aquest significat en el catolicisme i l'ortodòxia avui. Diu, "després d'haver estat considerats dignes d'aquest Sant Crisma, sou anomenats cristians, verificant el nom també pel vostre nou naixement. Perquè abans que sigueu considerats dignes d'aquesta gràcia, no teníeu el dret a aquest títol, si bé avançàveu en el vostre camí cap a ser cristians."(En els Misteris 3.5)